# Markenplein

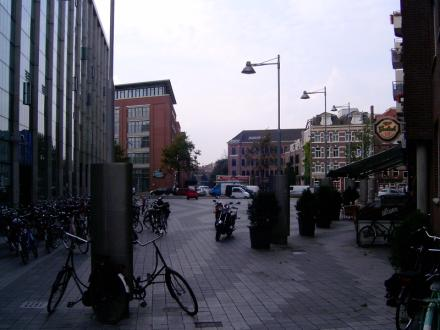
Markenplein

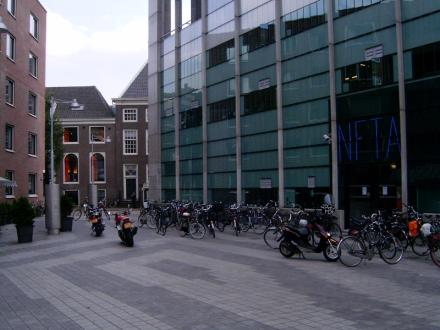
Entrén till Markenplein från Valkenburgerstraat

Markenplein är namnet på ett torg i centrala Amsterdam. Fram tills 1970 kallades det het oude Markenpleintje och före andra världskriget var det en del av det judiska distriktet i Amsterdam. Namnet Markenplein symboliserar bandet mellan den nya stadsdelen och den gamla judiska stadsdelen.  
Trottoarmönstret utformades av den amerikanska konstnären Sol LeWitt. Torget huserar entrén till Nederländska filmakademin, parkeringsgaraget Markenhoven och Grand Cafe Allure.